# Boomanoomana
Boomanoomana är en ort i Australien. Den ligger i kommunen Berrigan och delstaten New South Wales, i den sydöstra delen av landet, omkring 540 kilometer sydväst om delstatshuvudstaden Sydney. Orten hade 99 invånare år 2016.
Runt Boomanoomana är det mycket glesbefolkat, med 4 invånare per kvadratkilometer.. Närmaste större samhälle är Barooga, nära Boomanoomana.
Trakten runt Boomanoomana består till största delen av jordbruksmark. Genomsnittlig årsnederbörd är 633 millimeter. Den regnigaste månaden är februari, med i genomsnitt 80 mm nederbörd, och den torraste är november, med 32 mm nederbörd.